# Neue Pariser Zeitung
Die Neue Pariser Zeitung. Das Organ für europäische Zusammenarbeit. Le noveau journal de Paris war eine deutschsprachige Zeitung in Paris von 1926 bis 1934.

## Geschichte
1926 erschien die erste Ausgabe der Neuen Pariser Zeitung. Ab 1929 übernahm sie auch die Redaktion des bisherigen Pariser Journal. Wochenzeitung für europäische Zusammenarbeit.
Die Neue Pariser Zeitung erschien zweimal wöchentlich.   Die Grundausrichtung war liberal und auf eine Verständigung zwischen den Völkern ausgerichtet. Sie wurde von deutschen Autoren für deutschsprachige Bewohner und Touristen in Frankreich herausgegeben. Sie wurde aber auch von an Frankreich interessierten Personen im Ausland gelesen, besonders in Österreich-Ungarn.
Der Herausgeber war Hubert Delestrée, ein Autor war der Kulturjournalist Hans-Adalbert von Maltzahn. Der Anzeigenteil wurde von der Publicité Metzl von Vladimir Poliakoff betreut.
Nach den politischen Veränderungen im Deutschen Reich 1933 versuchte die Neue Pariser Zeitung relativ neutral zu bleiben. Es gab aber verstärkte Überlegungen, sie zu einem halboffiziellen Sprachrohr der neuen deutschen Regierung in Frankreich  zu machen.
Dieses Vorhaben wurde im Juli 1934 aufgegeben, worauf die Zeitung ihr Erscheinen einstellte. Das neugegründete Pariser Tageblatt hatte mit einer deutlich antinationalsozialistischen Ausrichtung schnell eine weitere Verbreitung gefunden.